# Nina Hagen

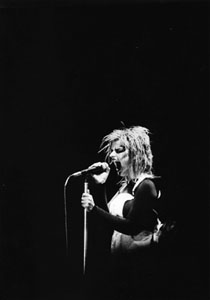
Nina Hagen w 1980

Nina Hagen, właściwie Catharina Hagen (ur. 11 marca 1955 w Berlinie) – niemiecka piosenkarka i aktorka, nazywana „matką chrzestną punk rocka”.

## Życiorys

### Dzieciństwo i początek kariery
Catharina Hagen urodziła się 11 marca 1955 w Berlinie. Jest córką scenarzysty Hansa Olivy-Hagena (1922–1992) i aktorki Evy Marii z domu Buchholz (1934–2022). Ze strony ojca artystka ma żydowskie pochodzenie, a oryginalnym nazwiskiem jej rodziny było Löb (później Levi). Jej pradziadkiem był Carl Levi vel Hagen, bankier i filantrop; dziadkiem natomiast ekonomista Hermann Carl Hagen, który zginął w KL Sachsenhausen podczas Holocaustu. Rodzice artystki rozwiedli się, gdy miała ona dwa lata. Matka Niny Hagen związała się z niemieckim bardem, Wolfem Biermannem.

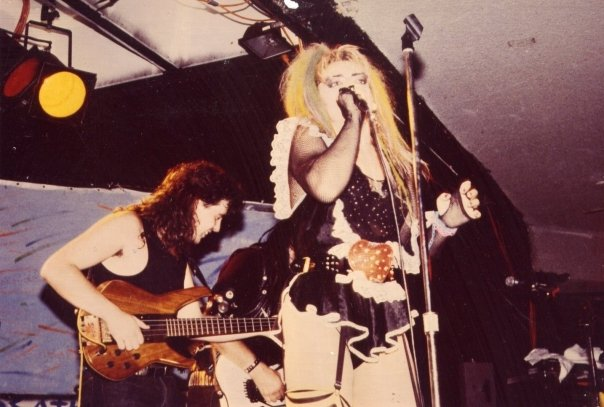
Nina Hagen w 1988

Planując karierę sceniczną, rzuciła szkołę w 10. klasie i uciekła do Polski, gdzie rozpoczęła działalność muzyczną. Obracała się w środowisku komuny Teatr Esperanto, m.in. w otoczeniu Kamila Sipowicza i Ryszarda Terleckiego. W 1974, po powrocie do NRD, osiągnęła pierwsze sukcesy muzyczne z grupą Automobil, wystąpiła też po raz pierwszy w filmie (ABC miłości). W 1976 przeprowadziła się z matką do Berlina Zachodniego i założyła zespół The Nina Hagen Band. Razem z nim wydała swoją pierwszą płytę Nina Hagen Band (1978), która była początkiem międzynarodowej kariery piosenkarki. Pierwsze single, TV-Glotzer oraz Auf’m Bahnhof Zoo odniosły sukces komercyjny, a grupa była porównywana do zespołów takich jak m.in. Sex Pistols czy The Slits. Kolejny album Unbehagen, ponownie utrzymany w konwencji hard rocka, ukazał się w następnym roku.
Genealogia
| 4. Hermann Carl Levi vel Hagen (1886−1942)  |  |                                   |  |  |                           |
|                                             |  | 2. Hans Hagen (1922−1992)         |  |  |                           |
| 5. Hedwig Elise Caroline Staadt (1886−1934) |  |                                   |  |  |                           |
|                                             |  |                                   |  |  | 1. Catharina Hagen (1955) |
| 6. Fritz Buchholz (1894−1945)               |  |                                   |  |  |                           |
|                                             |  | 3. Eva-Maria Buchholz (1934−2022) |  |  |                           |
| 7. ?                                        |  |                                   |  |  |                           |
|                                             |  |                                   |  |  |                           |

### Lata 80.
W 1980 r. przeprowadziła się do Stanów Zjednoczonych i zamieszkała w Los Angeles. Tam wydała swoją pierwszą solową i anglojęzyczną płytę, NunSexMonkRock (1982) będącą połączeniem rocka psychodelicznego, punk rocka i gothic rocka. W 1983 r. ukazał się album Angstlos. Popularność zyskały single New York / N.Y. będący pierwszym w karierze piosenkarki z gatunku dance-punka, Zarah, cover przedwojennej piosenki Zary Leander Ich weiss es wird einmal ein Wunder geschehen oraz Lorelei nawiązujący do nowej fali. W 1984 r. zespół Red Hot Chili Peppers nagrał napisaną dla Hagen piosenkę What It Is, zwaną także Nina’s song i wykonywaną również przez samą piosenkarkę. W 1985 r. Hagen nagrała kolejny album, In Ekstasy, utrzymany w konwencji hardcore punk. Nina Hagen zyskała wtedy ogólnoświatową popularność, odbywała trasy koncertowe po Europie, Ameryce Północnej, Ameryce Południowej, Azji, Australii. Występowała z zespołami takimi jak Queen czy Scorpions, była gwiazdą międzynarodowych festiwali rockowych, m.in. Rock in Rio, Rockpalast czy Roskilde Festival.

### Lata 90. i obecnie

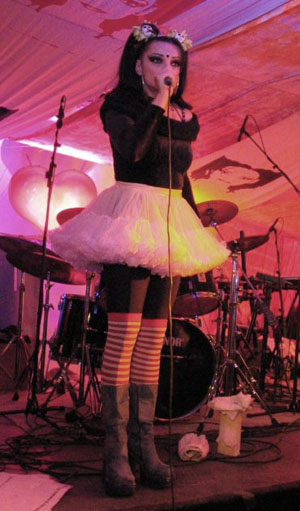
Nina Hagen w 2003

W latach 90. artystka wróciła na stałe do Europy, gdzie wydała swój pierwszy album hip-hopowy, Street. Po odbyciu europejskiej trasy koncertowej, nawiązała współpracę z Adamskim, której owocem był utrzymany w stylu house singiel Get Your Body. Kolejny album Niny Hagen, Revolution Ballroom (1993) również nawiązywał do muzyki elektronicznej. W 1996 r. ukazała się płyta BeeHappy, będąca powrotem artystki do hardcore punku. W tym samym roku do współpracy zaprosił ją Dero Goi, lider heavymetalowego zespołu Oomph!, z którym nagrała piosenkę Fieber. W kolejnych latach Hagen nagrywała m.in. hinduską muzykę religijną, standardy jazzowe i bluesowe oraz muzykę gospel. Wyjątkiem był punkowy album Return of the Mother (2001) oraz nagrany wraz z Apocalypticą cover zespołu Rammstein, Seemann (2003). W 2011 r. ukazał się album Niny Hagen, Volksbeat, ponownie utrzymany w klimacie punk rocka.
Jest wegetarianką i aktywistką na rzecz praw zwierząt. W 2009 r. wystąpiła z Pamelą Anderson w kampanii reklamowej PETA. Ponadto jest zadeklarowaną przeciwniczką wojny w Iraku oraz broni atomowej. Wspiera ruchy LGBT. W wyborach prezydenckich w Stanach Zjednoczonych w 2012 roku wyraziła poparcie dla Jill Stein.

## Życie prywatne
Nina Hagen została wychowana w duchu ateizmu. W latach 70. zaczęła praktykować hinduizm, w 2009 zmieniła wyznanie na protestantyzm i przyjęła chrzest w kościele ewangelicko-reformowanym.
Hagen była czterokrotnie zamężna. W 1987 r. poślubiła swojego 17-letniego fana, znanego pod pseudonimem „Iroquois”. W 1989 r. wyszła za Francuza Franka Chevaliera, z którym ma syna Otisa Chevallier-Hagena (ur. 1990). W latach 1996–2000 była żoną Davida Lynna. W 2004 r. poślubiła muzyka Lucasa Alexandra Breinholma, z którym rozwiodła się w 2005 r. po 11 miesiącach małżeństwa. Artystka spotykała się także z muzykami Hermanem Broodem, Anthonym Kiedisem, Mickiem Marsem oraz Ferdynandem Karmelkiem, z którym ma córkę Cosmę Shivę Hagen (ur. 1981). W latach 2005–2010 partnerem artystki był młodszy od niej o 28 lat kanadyjski psychoterapeuta.

## Dyskografia

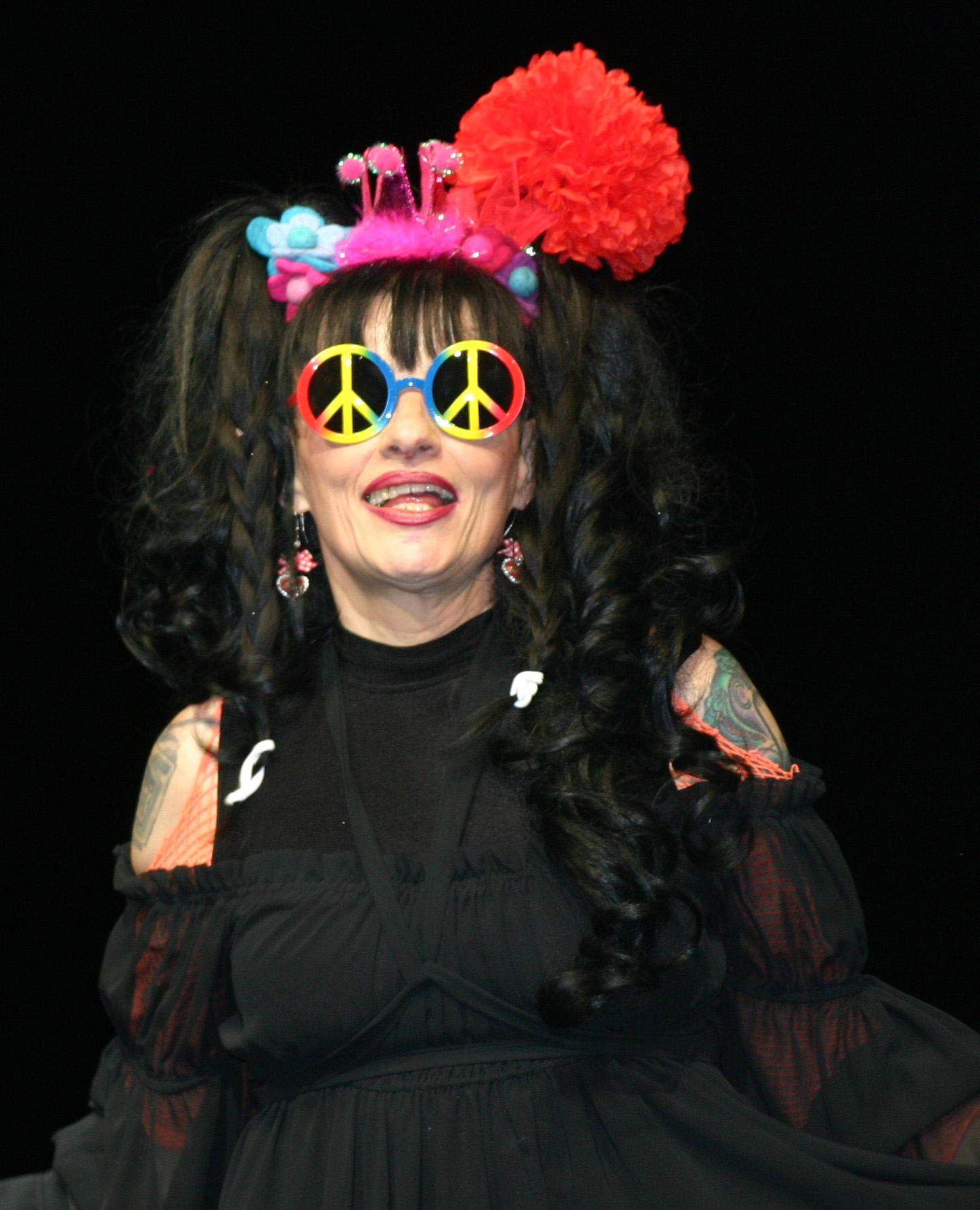
Nina Hagen w 2013

- Nina Hagen Band (1978)
- Unbehagen (1979)
- NunSexMonkRock (1982)
- Fearless (1983)
- In Ekstasy (1985)
- Nina Hagen (1989)
- Street (1991)
- Revolution Ballroom (1993)
- BeeHappy (1995)
- Om Namah Shivay (1999)
- Return of the Mother (2000)
- Big Band Explosion (2003)
- Irgendwo auf der Welt (2006)
- Personal Jesus (2010)
- Volksbeat (2011)

## Filmografia
- ABC der Liebe (1974)
- Junge, heute ist Freitag (1975)
- Cha Cha (1979)
- Lilien in der Bank(inne języki) (1992)
- Nightmare before Christmas (1993)
- Tatort (ARD, 1997)
- Sci Fri (Sci-Fi-Channel, 1998)
- Nina Hagen + Punk + Glory (1999)
- Family Stories: The Hagens (ARD, 2000)
- Om Gottes Willen (2001)
- 7 krasnoludków – historia prawdziwa (2004)
- 7 krasnoludków: Las to za mało – historia jeszcze prawdziwsza (2006)

## Książki
- Ich bin ein Berliner – Mein sinnliches und übersinnliches Leben (1989)
- Nina Hagen – That’s why the Lady is a Punk (2002)